# Varianta ocolitoare a municipiului Satu Mare
Centura Municipiului Satu Mare (VO19H) începe din nordul municipiului, de la intersecția cu DN19 dinspre Halmeu și Sighetu Marmației și continuă pe partea de vest a orașului, intersectează DN19A și DN19 spre Carei și se termină în partea de sud la intersecția cu E81/DN19A spre Zalău și Cluj Napoca. 
Din cei aproape 20 de km ai centurii, 14 km sunt la profil de două benzi pe sens (tip Drum Expres) și separator median, iar restul au o singură bandă pe sens.Proiectul mai cuprinde patru noduri rutiere denivelate și un pod peste Râul Someș în lungime de 650 m.
Aceasta a fost subiect de discutii de-a lungul aniilor sa se faca la nivel de autostrada ,tinand cont de proiectul Autostrazii A14.
In noiile proiecte aceasta se va conecta cu viitorul Drum Expres Satu Mare- Oar (DEx14) printr-un nod rutier , si cu viitorul Drum Expres Satu Mare-Baia Mare (DEx14). Aceasta ar putea face in viitor din Drumul Expres 14.
Contractul pentru proiectarea și execuția Centurii Satu Mare a fost semnat în 2017 cu asocierea italiană Itinera – Collini Lavori, iar în iunie 2018 a fost deschis șantierul, cu termen de execuție 18 luni.
Valoarea totală a proiectului a fost de 403.111.049,08 lei (inclusiv TVA) și a fost finanțat prin Programul Operational Infrastructura Mare 2014-2020 astfel: 75% contribuția Uniunii Europene din Fondul European de Dezvoltare Regional- 256.509.000.03 lei, 25% contribuția proprie – 85.502.999,99 lei, restul de 61.099.049,06 lei reprezentând TVA.

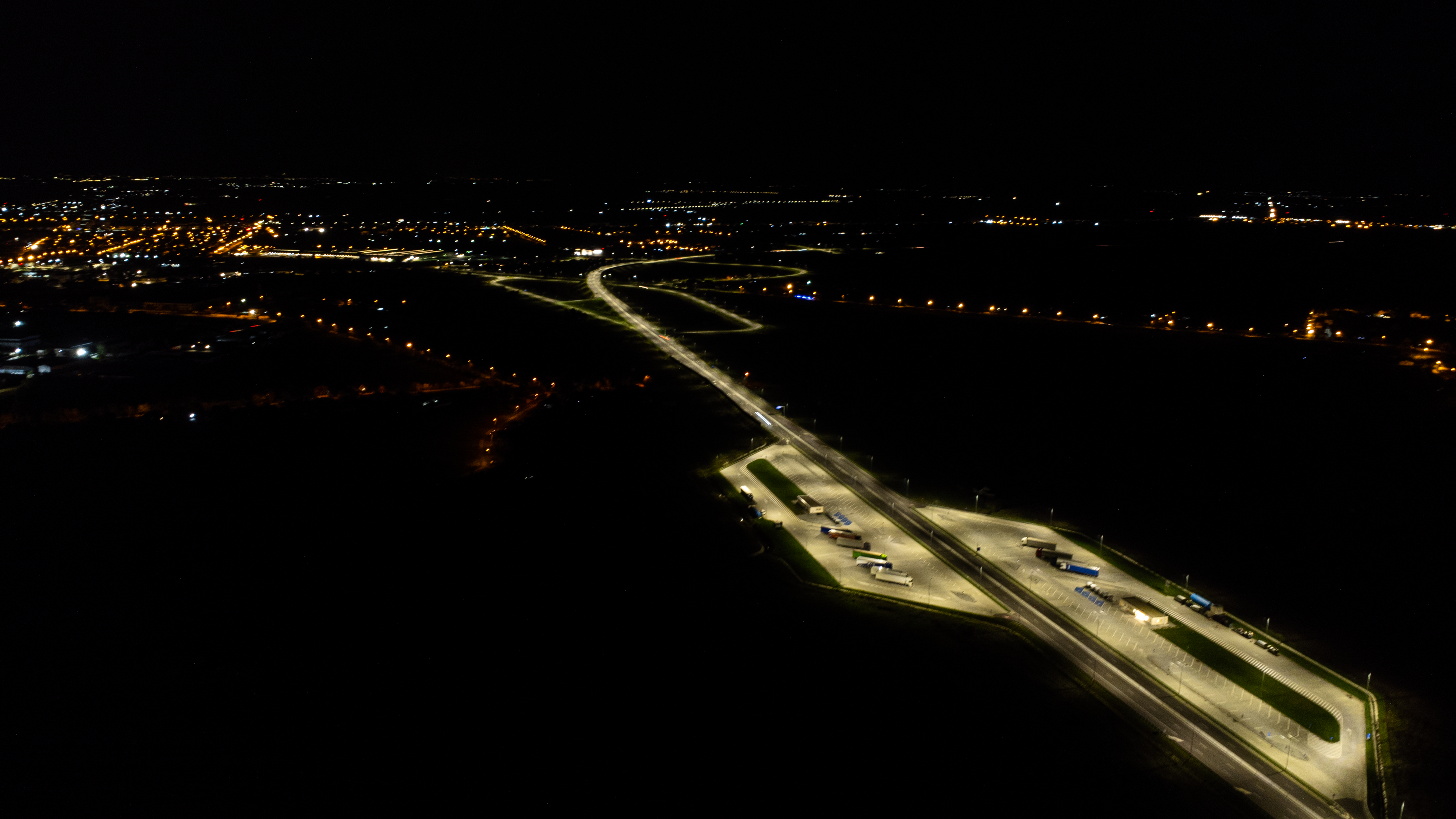

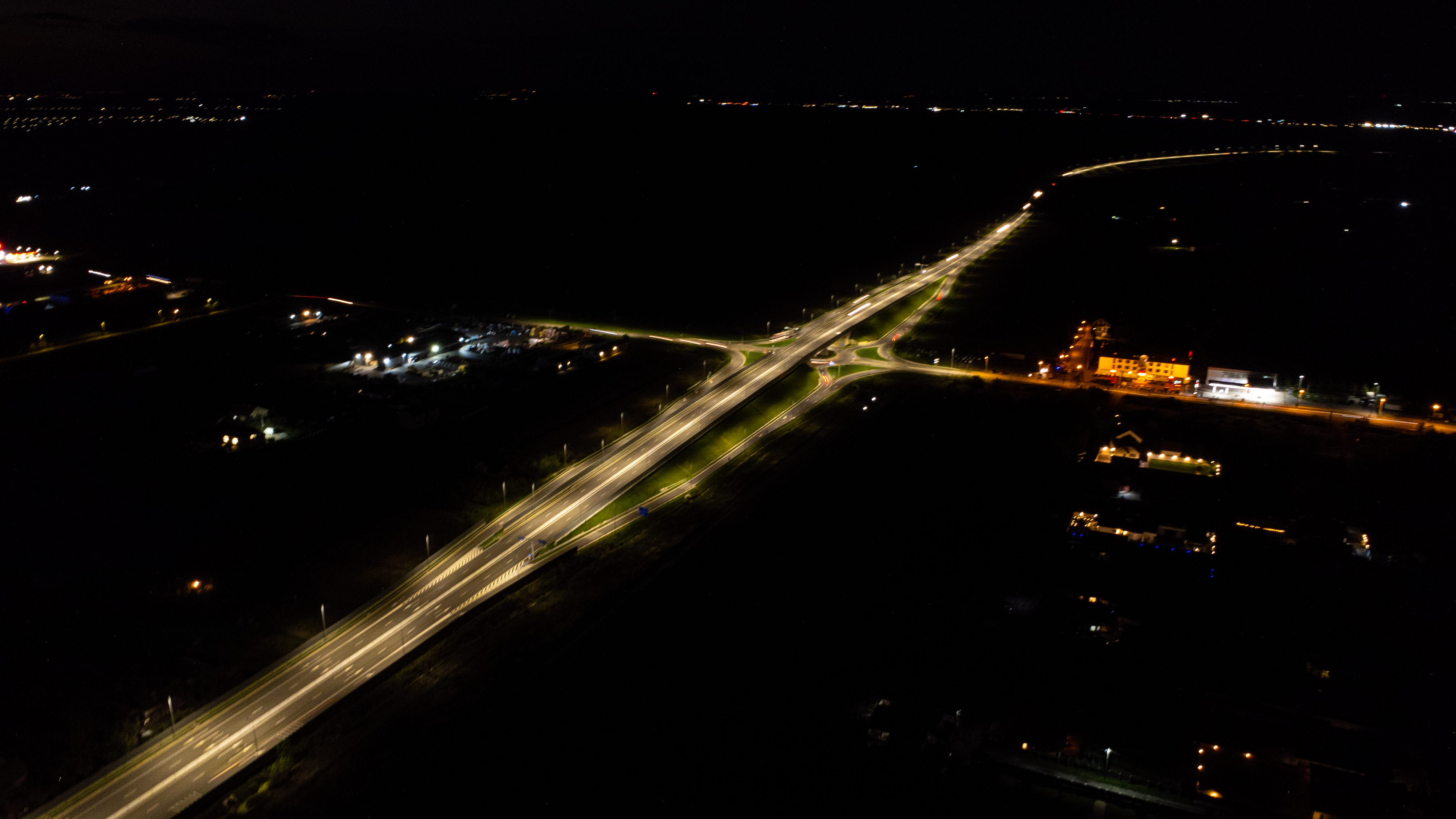